# 劉士斗
劉士斗（？—1644年），字瞻甫，號聽薇，廣東南海縣人。明末官員。

## 生平
天啓七年（1627年）丁卯科舉人，崇禎四年（1631年）辛未科進士，任太倉知州，六年任本省同考官，頗有政聲。七年因得罪上司，左遷江西按察司知事，八年调布政司檢校，十年升苏州府推官，调任成都府推官。崇禎十六年（1643年），經御史劉之勃推薦，任四川建昌兵備僉事。次年八月，張獻忠大軍逼近城池，士斗堅守不退，城陷被執。見到劉之勃於張獻忠交談，大呼：“此贼也，公不可少屈！”張獻忠大怒，士斗全家被害。《明史·忠烈》有傳。